# Hesperia Dorsa
Gli Hesperia Dorsa sono una struttura geologica della superficie di Marte.